# 浮島の森
座標: 北緯33度43分32秒 東経135度59分25秒 / 北緯33.725671度 東経135.990178度

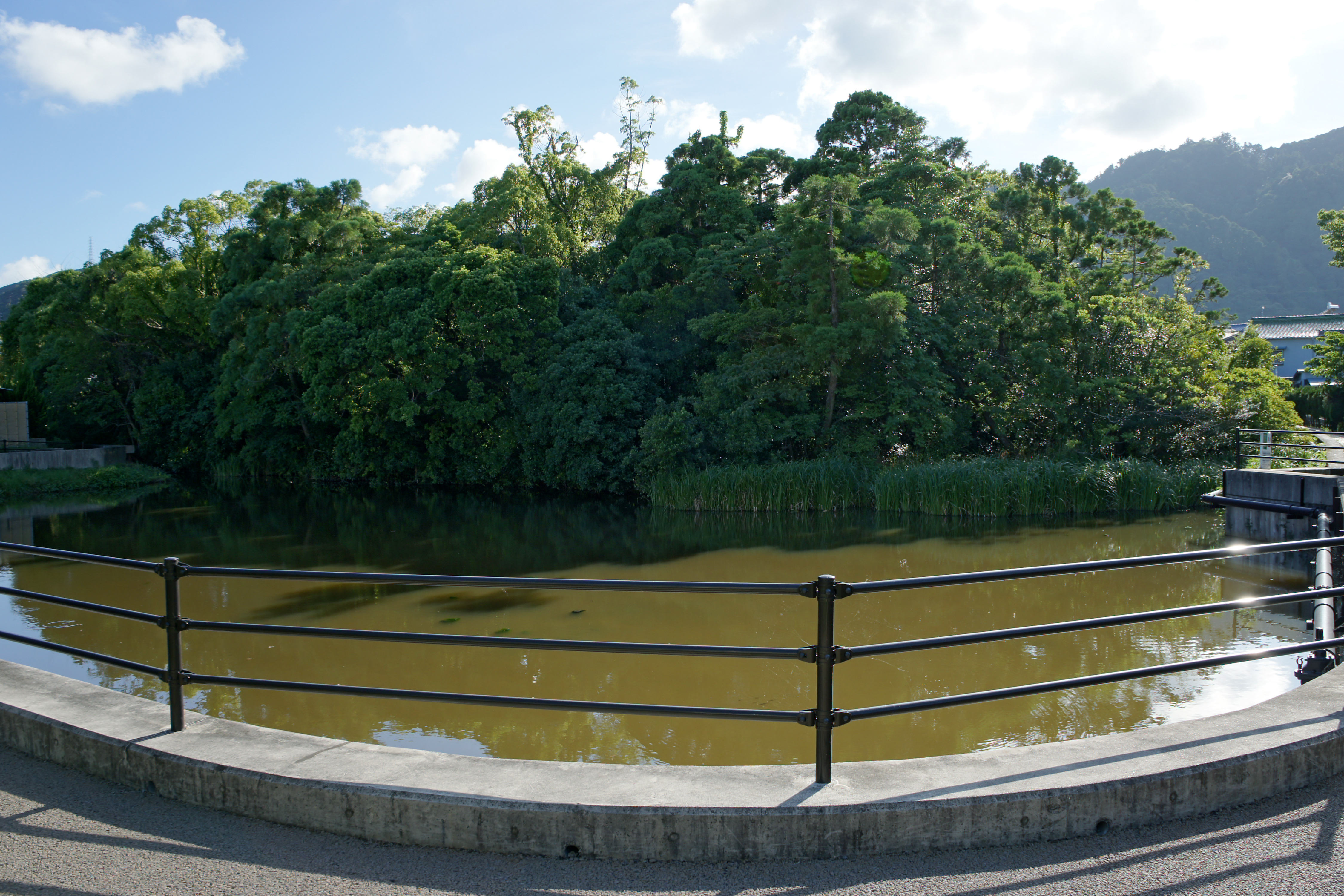
浮島の森

浮島の森（うきしまのもり、うきじまのもり）とは、和歌山県新宮市に存在する植物群落である。新宮藺沢浮島植物群落（しんぐういのそうきしましょくぶつぐんらく）として、1927年（昭和2年）4月8日に国の天然記念物に指定された。植物群落の全体が、沼池に浮かぶ泥炭でできた島（東西85 m、南北60 m、面積約5000 m2）の上にあることから、こう呼ばれる。

## 自然誌

### 泥炭層の組成
和歌山県新宮市にある日本最大の浮島である。島全体と島が浮かぶ沼池の底が植物遺体に由来する暗褐色の泥炭層で構成されている。泥炭層は島状の上位泥炭層と沼底の下位泥炭層に分かれており、島状の部分では30 - 60 cm、沼底部では少なくとも300 cmの厚みがあることが確認されている。両層の間には水層（層厚5 - 30 cm）または水分に富む層が存在し、「上位泥炭層は、浮遊状態を維持している「泥炭浮遊体」である」。浮島を構成する泥炭とは、植物遺体の分解物および分解中間生成物である。そうした材質のために、浮島はその名の通りに水に浮かび、1945年（昭和20年）頃までは、台風や荒天などで大風が吹いたり、島の地表で強く足踏みするなどすると、島全体が揺れ動いたという。

### 浮島の形成
縄文時代前期の海進期には、海岸線が現在の新宮市街に大きく侵入しており、現在の新宮市中心市街の全体が入江状の湾（内湾）になっていた。縄文時代の中期から終わりにかけて、海岸線が後退をはじめるとともに、池沼や潟湖からなる湿地帯が広がるようになった。
浮島周辺の地層は、新宮市域の地質の基盤となる熊野層群および熊野酸性火成岩類の上に成立した沖積低地である。この沖積低地の地質的構成は、礫・砂・シルトからなる下層部の上に、粘土層および海成シルト質粘土層からなる中部層が積み重なり、そのさらに上層は泥炭層または砂礫層となっている。中部層は有機物に富み、潮間帯に生息する巻貝や内湾底に生息する二枚貝などの化石が多く産するほか、下層部との間に、およそ6300年前のものと推定されるアカホヤ火山灰層があることから、縄文海進期の内湾の堆積物であることが分かる。上部層の泥炭層は縄文時代後期の海退に伴って広がった沼沢に堆積したものと見られ、河川性の堆積物は欠けている。これらのことから、「「浮島」は、内湾から沼沢へという変遷を経て、沼沢の中で成立したものである」といえ、ときに云われるような熊野川の直接的な作用による形成を示す証拠はみられない。
この沼沢は熊野川沿いの自然堤防や大浜沿いの浜堤あるいは段丘などによって囲まれていたためにながく残り、近世初頭まではかなりの広さがあったと伝えられている。加えて、豊富な地下水の供給に恵まれたことで、沼池で枯死した植物の遺体が腐敗することなく泥炭状に変化したことが泥炭層の形成に効果的に作用したと見られ、浮島を形成する泥炭は、この沼沢地で形成されたものである。
泥炭層の堆積年代についてはいくつかの年代測定が行われてきたが、2000年に新宮藺沢浮島植物群落調査委員会が実施した放射性炭素年代測定の結果から推定されるところによれば、水層の直上の泥炭層が堆積したのは1710年の前後40年程の期間と見られ、歴史的には宝永年間（1704年 - 1710年）前後の江戸時代初期と重なる。これらから求められる泥炭の堆積速度は1.9 - 2.3 mm/年となり、一般的な堆積速度（0.6 - 1.0 mm/年）からするとかなり大きい。

### 泥炭浮遊体の成立
浮遊する浮島の成立の要因として指摘されるのは、浮遊体を形成する泥炭層の存在、および泥炭層を浮遊させる水位の上昇の2点である。
上位泥炭層は、水平方向に伸びた太い植物根や倒木が骨組みとなって植物根や植物繊維を捕捉する構造となっているために浮遊状態を維持するのに適している。また、上位層と下位層では含有する植物遺体やその分解程度などの特性に相異が見られるため、両層は癒合しにくくなっている。
浮島周辺の沼沢地も、周囲の開発が進んで規模が狭められたことで水位の上昇がおこった可能性がある。『紀伊続風土記』には、樹木の生えた浮島があり、その上で飛び跳ねると音を立てて動いた旨の記述が見られるが、『紀伊続風土記』の編纂年代（文化3年〈1806年〉 - 天保10年〈1839年〉）と放射性炭素年代測定の結果が符合することから、江戸時代の前期末から中期との推定が傍証される。

### 浮島の植物群落
浮島の森で注目すべきは島の植物群落である。樹木の種類こそスギ、ヤマモモ、イヌウメモドキ、オンツツジ、ヤブニッケイ、コバンモチ、タイミンタチバナなど当地の平均的なものと変わらないものの、高緯度高層湿原に生育するオオミズゴケや、本来はより寒冷な土地にしか生育しないヤマドリゼンマイやミズゴケと、暖地の植物であるテツホシダが同時に見られ、1999年から2000年にかけての調査では64科・125種類の植物が確認された。このように、寒地暖地両方の植物が混在するだけでなく、温暖な南国のそれも都市の真っ只中にある低湿地に高原性の植物まで見られるという、植物学的に極めて珍しい混成群落をなしているばかりか、島の上に天然スギを優占種とする森林が構成されている。こうした特徴のために、天然記念物に指定された。

## 人文地誌

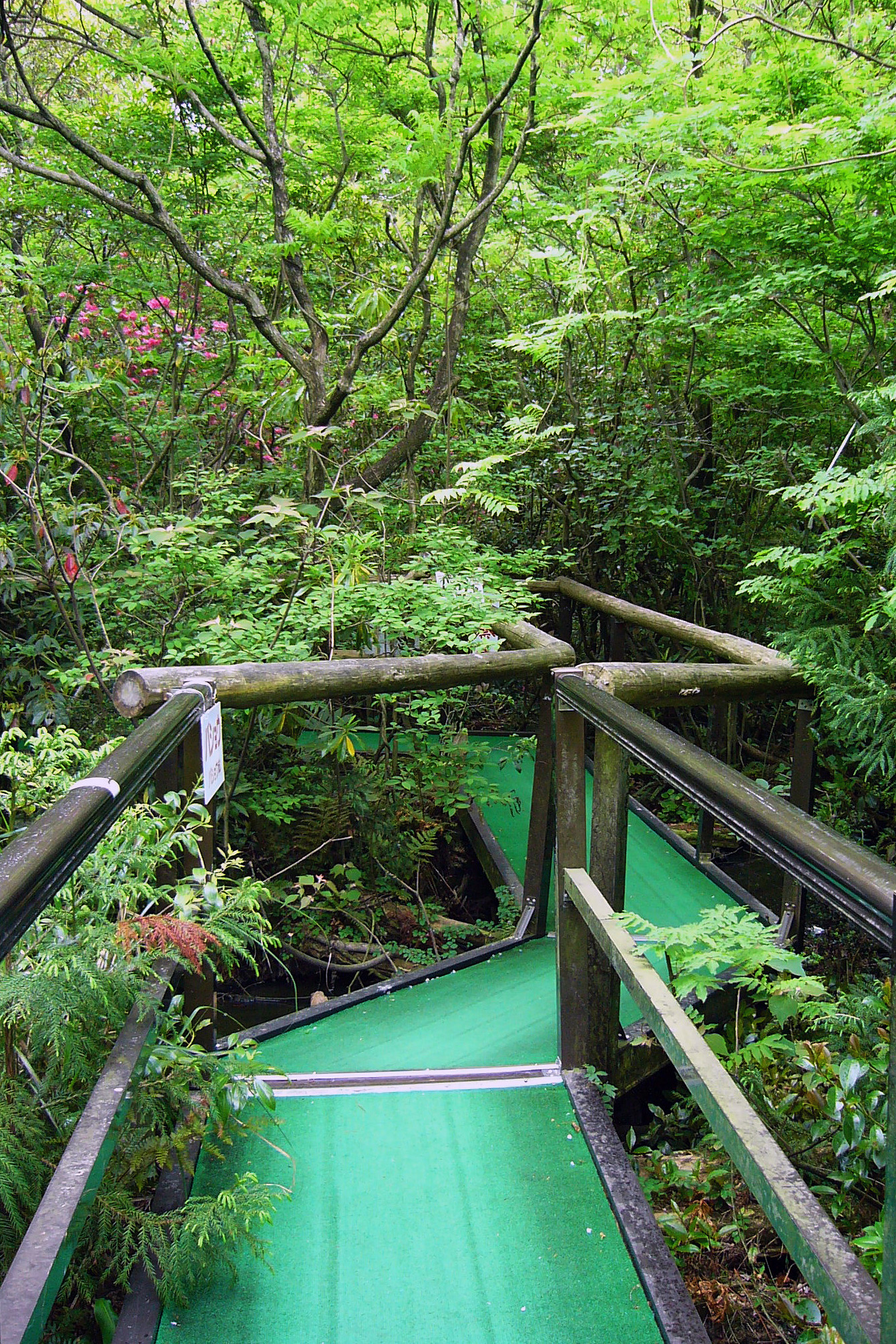
島内の遊歩道

### 修験道
また、近世以前には神倉神社を拠点とする神倉聖（熊野速玉大社など新宮一帯の社寺の運営にあたった修験者集団）の聖地・行場と見られていた（『紀伊続風土記』）。

### 伝説・文学
島には「おいの伝説」と呼ばれる伝説がのこされており、俗謡にうたわれている。概要を記すと以下のようになる。
この島の付近に、おいのという娘が住んでいた。ある日、おいのは、父親とともに薪採りに島に渡った。昼飯時に弁当を開いた父娘だったが、箸を忘れてきたことに気がついた。おいのは、アカメガシワの枝を折りとって箸の代わりにしようと、森の奥深くに入っていったが、なかなかもどってこない。怪しんだ父親が探しに行くと、まさに娘が大蛇に飲み込まれようとしているところであった、驚いた父親が助けようとしたが、娘は蛇の棲む底なしの井戸についに引き込まれてしまった。
浮島内には「蛇の穴」と呼ばれる沼があり、伝説の井戸であると言われている。上田秋成はこの伝説に題材をとり、『雨月物語』の一編「蛇性の婬」を著したといわれる。のちにこの作品は、谷崎潤一郎によって戯曲化された。

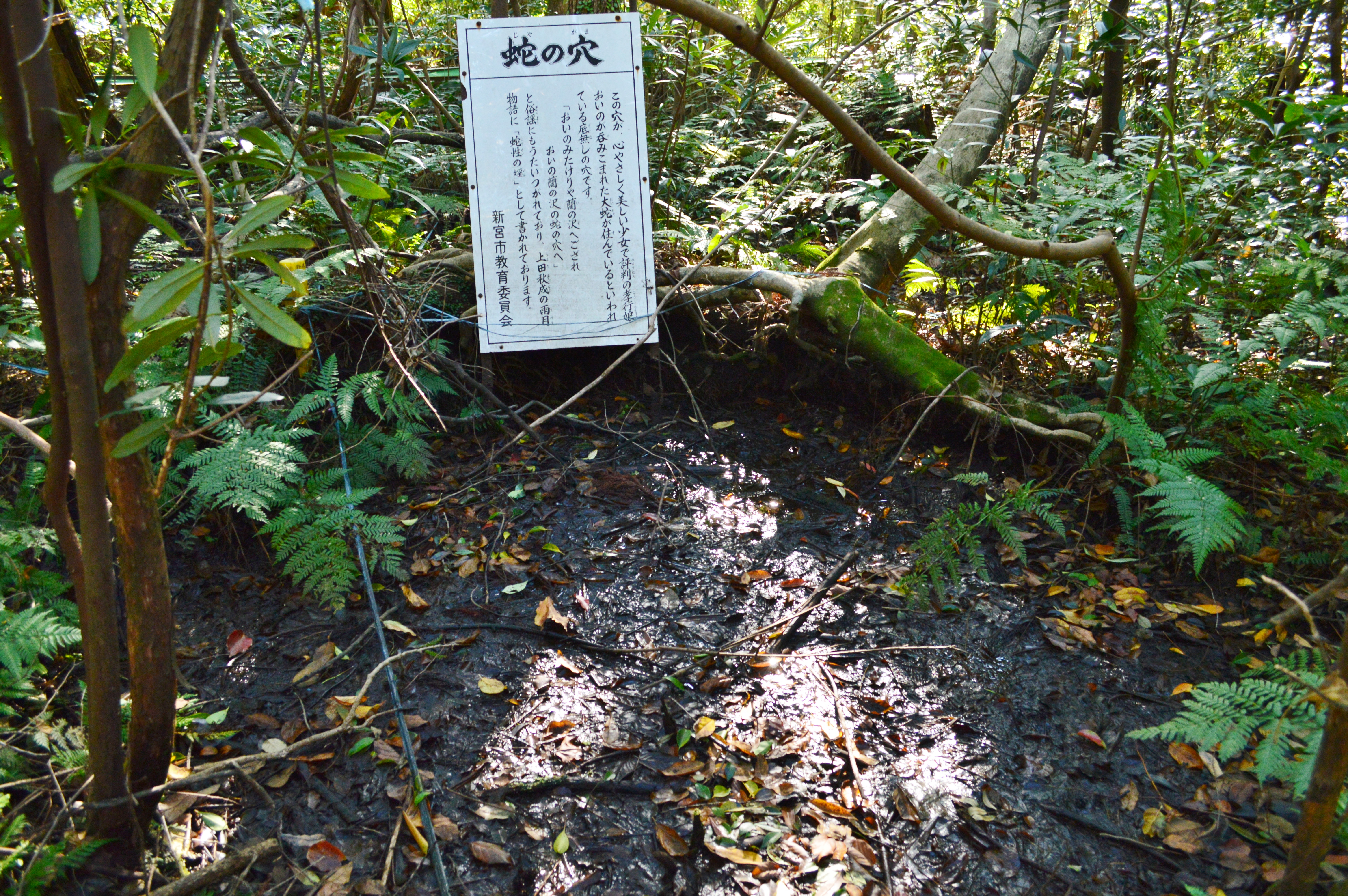
蛇の穴

## 浮島の森の保護
貴重な自然をもつ浮島の森だが、戦後の都市化に伴う乾燥と地下水位の低下、汚水の流入による水質悪化、泥炭層の肥厚により、大きな影響を受けている。昭和20年代（1945年 - 1955年）までは、島で強く足ぶみをすると、島全体が揺れ動く様子を見ることが出来たが、今日では、西側の部分が水位の変化に応じてわずかに上昇・沈降するのみで、島全体が浮遊・移動することはなくなった。これは島が沼地の底に座礁したためで、特に堆積物の流入口となっていた北側で最も広範囲の座礁がみられ、周囲の埋め立てが進んだ東側・南側でも座礁が認められる。もっとも環境が悪化した時期には、島は流入した堆積物によって取り囲まれて陸側に捕獲された状態であったが、それらの堆積物は水質の悪化した沼沢水が森の内部へ直接流入することを妨げてもいた。しかしながら、水質の悪化による悪影響は植物群落の衰弱として現れるようになり、ヤマドリゼンマイの株数減少、スギの枯死、ミズゴケの減少をはじめとする寒地・高原性の植物の減少、新芽の発芽の困難だけでなく、ハゼの木や外来種の増加など、悪影響が著しい。
浮島の森の保存対策は、早い時期のものでは、1953年から1954年にかけて国庫補助を受けて浚渫等の工事が実施されており、その後、1976年には国庫補助による排水路工事により、土砂流入が防がれるようになった。しかし、都市化の進展に伴う地下水位の低下と湧水の枯渇はなおも著しく、水源を道路側溝からの雨水と家庭雑排水の混入した下水に頼らざるを得なくなったため、悪臭が漂うほどになり、著しい環境の悪化が見られた。
そこで、1988年から1991年にかけて、四手井綱英・京都大学名誉教授を委員長とし、地元の専門家らを交えた新宮藺沢浮島植物群落調査委員会により保存対策のための基本的調査研究が実施され、その成果が刊行された。これに次ぐ、1992年から1993年にかけては、周辺の下水路を改修整備して下水流入を完全に阻止するとともに、井戸を掘削してその水を導入することによる水質の改善が図られた。これにより、オオミズゴケの繁殖面積が拡大するといった状況の好転が確認された。
1993年には、新宮藺沢浮島植物群落調査委員会による『新宮藺沢浮島植物群落基盤調査報告』が刊行され、長年にわたって流入した堆積物を処理し、浮島植物群落を再生させるための基礎調査がまとめられた。この調査ではハンドボーリングや水中ビデオ撮影といった手法により、浮島の下部構造について多くの成果が得られ、浮島が座礁しつつもかろうじて浮遊状態を保っていることが確認された。
この後、平成6年（1994年）度から平成8年（1996年）度にかけて沼沢池の浚渫が行われたほか、浮島の沼沢地に流入する市田川・浮島川に熊野川からの取水を導入することによる水質改善事業が国と和歌山県により行われた。この事業は、熊野川河口より3.4 km の付近から毎秒1 tの水を取水し、そのうち毎秒0.7 tを浮島川（浮島の森に毎秒0.03 tを含む）に分水導入するもので、2000年（平成12年）3月からは工事途上であるため不定期であるとは言え導水が開始された。工事完了までは不定期な導水しかできない状況であったものの、導水開始前までは環境基準値を大きく上回る40 mg/LものBOD値を示すこともあった浮島の森の水質は大幅な改善を示し、オオミズゴケの繁殖範囲の更なる拡大、ヤマドリゼンマイやスギ幼苗の発芽、マツバランの再生等が見られ、危機的であったいくつかの植物の状況が改善された。

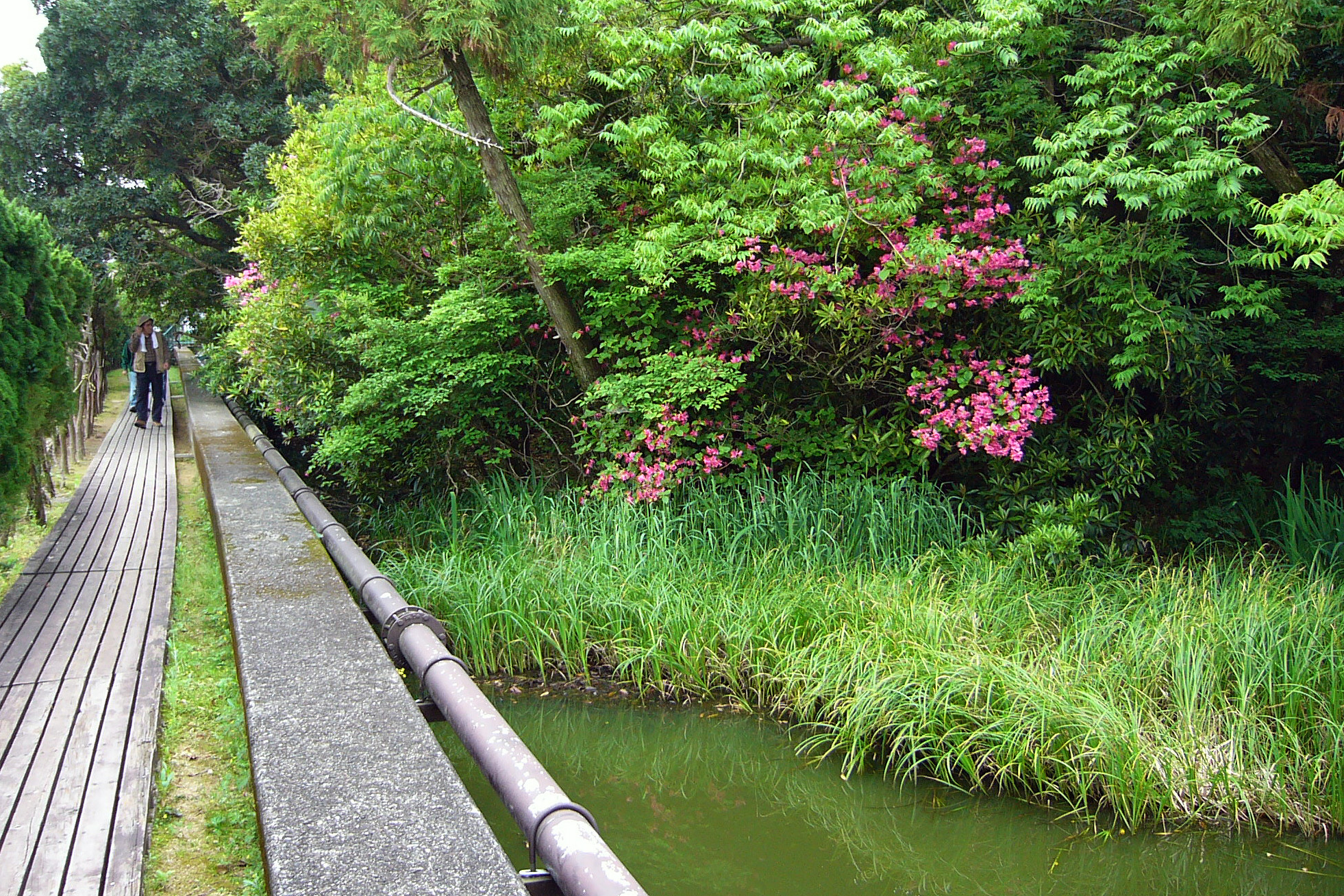
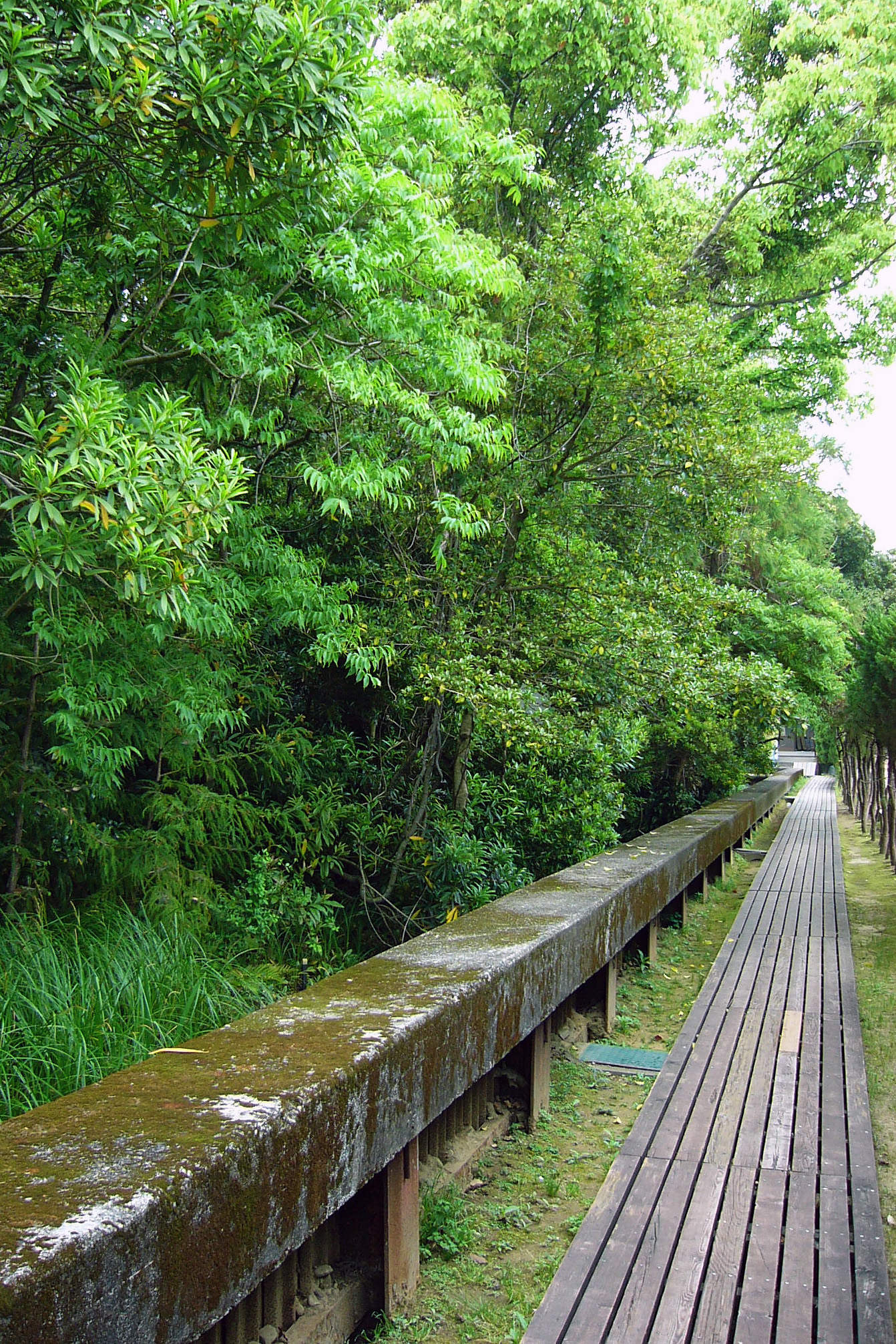
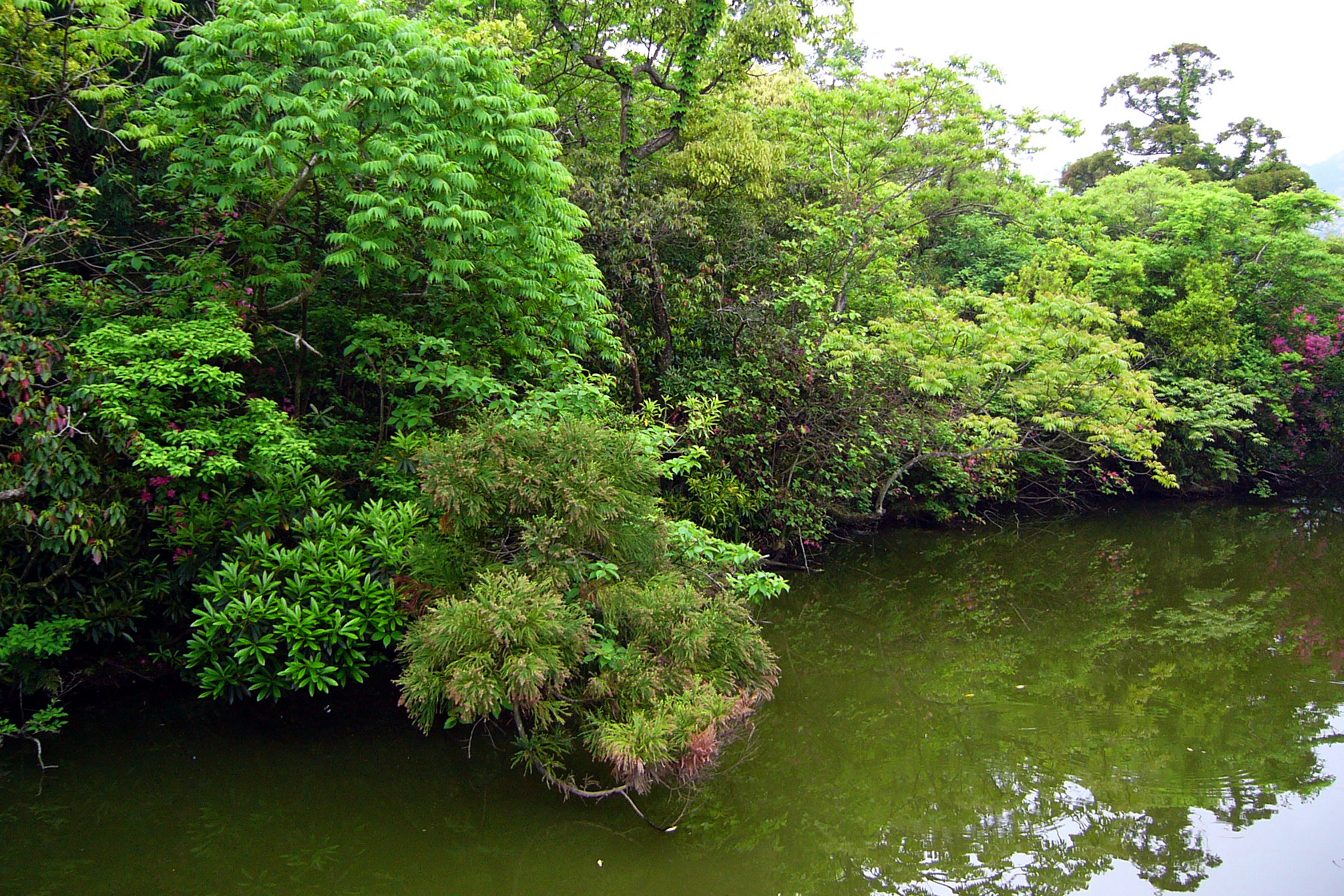

## 所在地
〒647-0014 和歌山県新宮市浮島

### 交通機関
JR西日本・JR東海の紀勢本線、新宮駅から徒歩6分

### 周辺情報
- 佐藤春夫記念館
- 熊野速玉大社
- 西村記念館
- 徐福公園